# فرودگاه تیتربورو
فرودگاه تیتربورو  (به انگلیسی: Teterboro Airport) یک فرودگاه همگانی بهره‌برداری هوایی با کد یاتا TEB است که یک باند فرود آسفالت و دارد و طول باند آن ۲۱۳۴ متر است. این فرودگاه در کشور ایالات متحده آمریکا قرار دارد و در ارتفاع ۳ متری از سطح دریا واقع شده است.